# Fazotron
JSC Fazotron (Fazotron-NIIR, ОАО «Корпорация «Фазотрон-НИИР») je največji ruski načrtovalec in proizvajalec radarjev in druge avionike. Podjetje je bilo ustanovljeno junija 1917 kot «Авиаприбор» ("aviapribor"). Sedež podjetja je v Moskvi, podjetje ima okrog 25 pododdelkov. 
Adolf Tolkačev, ki je bil glavni inženir je pozneje postal ameriški vohun in posredoval ameriški CIA-ji podatke o raketah  R-23, R-24, R-33, R-27, R-60, S-300, in radarjih na lovcih MiG-29, MiG-31 in Su-27.
Glavni konkurent podjetja je inštitut Tihomirov. 

## Radarji
- Žuk
- Zaslon (radar)